# Dettenroden

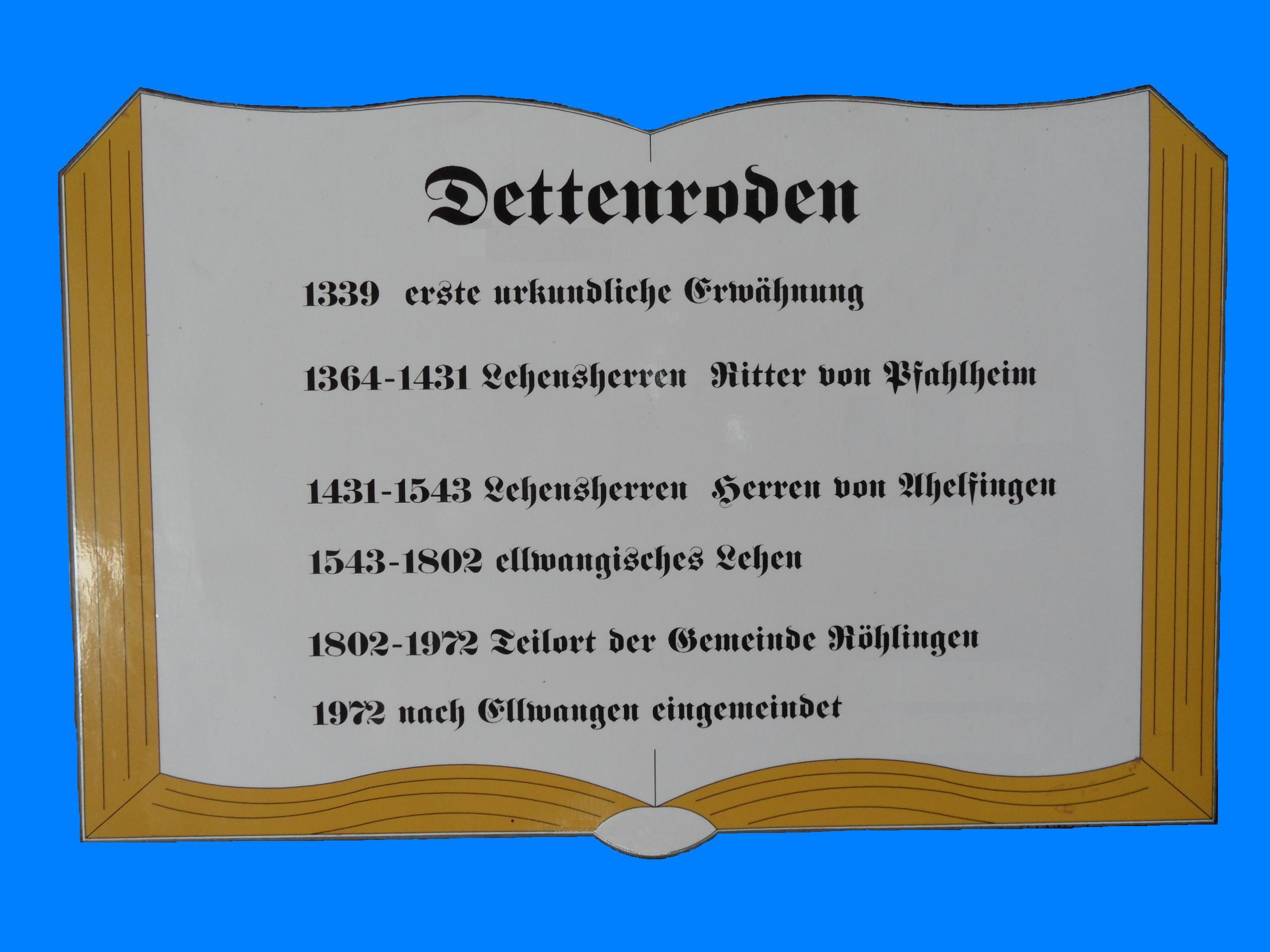
Dettenroden Chronik

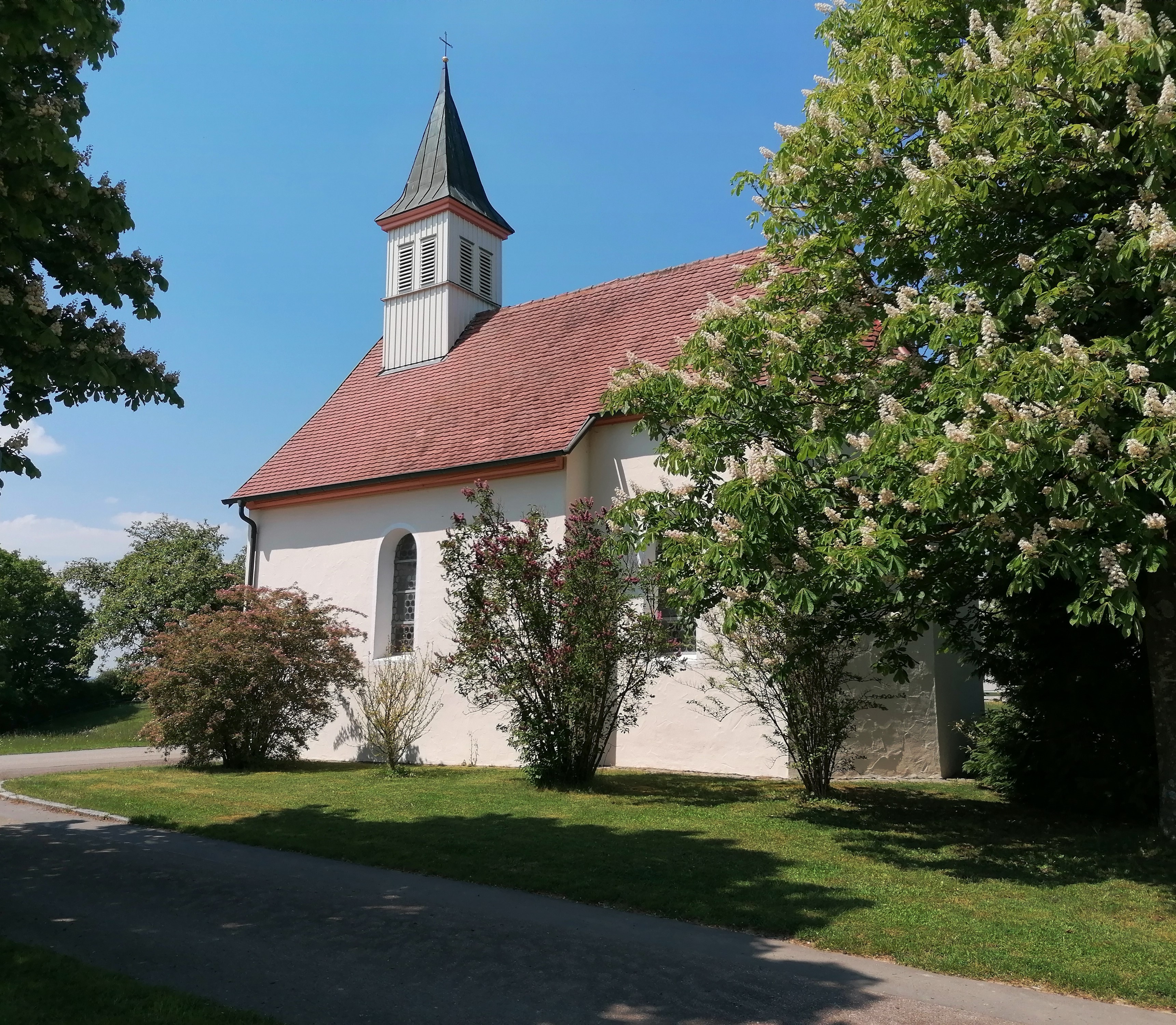
Kapelle St. Sebastian

Dettenroden ist ein kleiner Ort in der Nähe von Röhlingen und gehört zur Stadt Ellwangen.
Nach der Ansiedlung erster Tagelöhner und Bauern am Anfang des 14. Jahrhunderts, wurde Dettenroden zum ersten Mal 1339 urkundlich erwähnt. Bis zum 19. Jahrhundert unterstand der Ort verschiedenen Lehensherren, von 1361 bis 1431 den Rittern von Pfahlheim, bis 1543 den Herren von Ahelfingen. Bis 1802 war Dettenroden schließlich Lehen der Fürstpropstei Ellwangen, bevor es Teilort der Gemeinde Röhlingen wurde. 1972 schließlich wurde der Ort nach Ellwangen eingemeindet.